# Kostel svatého Jakuba Většího (Křeč)
Kostel svatého Jakuba Většího je farní kostel farnosti Křeč. Je chráněn jako kulturní památka České republiky.
Kostel je původně románského původu, stojí na mírném návrší v jižní části obce v areálu ohrazeného hřbitova.
Kostel pochází z druhé poloviny 13. století, byl pobořen husity a následně přestavěn v 15. století. V apsidě se dochovaly fresky Kristova umučení, pocházející z doby kolem roku 1340. Starší z kostelních zvonů pochází z 16. století.